# Technomyrmex metandrei
Technomyrmex metandrei es una especie de hormiga del género Technomyrmex, subfamilia Dolichoderinae. Fue descrita científicamente por Bolton en 2007.
Se distribuye por República Centroafricana, República Democrática del Congo y Costa de Marfil. Se ha encontrado a elevaciones de hasta 360 metros. Vive en microhábitats como la hojarasca y madera podrida.